# Festival international du film de Pékin
Le Festival international du film de Pékin ou Beijing International Film Festival (BJIFF) (chinois : 北京国际电影节) est un festival de cinéma créé en 2011 à Pékin en Chine. 
Organisé par la municipalité de Pékin,, le festival est parfois critiqué pour menacer le cinéma indépendant,,. Contrairement au Festival international du film de Shanghai (SIFF), le BJIFF, malgré sa candidature, n'est actuellement pas accrédité par la FIAPF,. 
Il offre cependant de nouveaux horizons non seulement pour l'industrie cinématographique chinoise, mais aussi pour les producteurs, réalisateurs et acteurs européens et américains,,. Le festival est marqué par le Beijing Film Panorama où quelques centaines de films sont à l'honneur. À son issue, un jury décerne les récompenses, dont les principales sont les « Tiantan Awards »,,, parfois aussi appelés « Temple of Heaven Awards » en référence au Temple du Ciel, monument pékinois considéré comme l'achèvement de l'architecture chinoise traditionnelle et symbole de la connexion entre la Terre et le Ciel.

## Première édition (2011)
Jackie Chan et Zhang Ziyi (Tigre et Dragon) furent choisis comme ambassadeurs de la première édition du festival, qui s'est tenue au sein du Centre national des arts du spectacle de Pékin. Étaient également présents à l'évènement les acteurs Leon Lai, Tang Wei, Fan Bingbing et Zhang Guoli, mais aussi les réalisateurs  John Woo, Peter Chan, Darren Aronofsky (Black Swan), Rob Minkoff (Le Roi Lion) et Feng Xiaogang ainsi que le directeur de la Mostra de Venise Marco Müller et le directeur artistique du festival international du film de Toronto Cameron Bailey,,,.
Bien que le BJIFF 2011 ne programma pas de compétition, il organisa la diffusion de pas moins de 100 films étrangers et 60 films chinois. Furent entre mis à l'honneur à l'ouverture de la cérémonie les films Tremblement de terre à Tangshan, Confucius, Bodyguards and Assassins et Ip Man 2.

## Deuxième édition (2012)
Cette seconde édition a compté parmi ses invités d'honneur le réalisateur James Cameron, qui a dévoilé la réalisation prévue du deuxième volet d'Avatar. Étaient également présents les producteurs Jim Gianopulos (président de la division Fox Filmed Entertainment à l'époque), Tom DeSanto (X-Men, Transformers) ainsi que Jon Landau (Titanic, Avatar), qui ont parlé des co-productions entre les studios hollywoodiens et les studios chinois.
Comme en 2011, il n'y eut pas de compétition lors de la seconde édition du festival. Le BJIFF 2012 organisa cependant la diffusion de pas moins de 260 films de 54 pays différents. Furent notamment mis en avant cette année-là The Tree of Life (Palme d'or 2011), The Artist (Oscar 2012 du meilleur film), Hugo Cabret (film le plus récompensé aux Oscars) ainsi que les sagas Men in Black, Le Seigneur des anneaux et L'Âge de glace,,.

## Troisième édition (2013)
Parmi les invités ont figuré entre autres Kathleen Kennedy (présidente de Lucasfilm), Paul Hanneman (co-président de la Twentieth Century Fox) ainsi que  les réalisateurs Luc Besson, Jean-Jacques Annaud, Wolfgang Petersen, Keanu Reeves ou encore Peter Chan.  
Sur les 260 films en compétition, les gagnants des prix Tiantan 2013 furent les suivants : 
| Catégorie                     | Gagnants                | Titre anglais        | Titre français        | Réalisateur             | Pays                     |
| ----------------------------- | ----------------------- | -------------------- | --------------------- | ----------------------- | ------------------------ |
| Meilleur film                 | Feng Xiaogang           | Back to 1942         |                       | Feng Xiaogang           | Chine                    |
| Meilleur réalisateur          | Cate Shortland          | Lore                 |                       | Cate Shortland          | Australie                |
| Meilleur acteur               | Terence Stamp           | Song for Marion pays |                       | Paul Andrew Williams    | Royaume-Uni et Allemagne |
| Meilleure actrice             | Yan Bingyan             | Feng Shui            |                       | Jing Wang               | Chine                    |
| Meilleur scénario             | Paul Andrew Williams    | Song for Marion      |                       | Paul Andrew Williams    | Royaume-Uni et Allemagne |
| Meilleur second rôle masculin | Vahagn Simonyan         | If Only Everyone     |                       | Natalya Belyauskene     | Arménie                  |
| Meilleur second rôle féminin  | Helena Bonham Carter    | Great Expectations   | De grandes espérances | Mike Newell             | Royaume-Uni              |
| Meilleurs effets spéciaux     |                         | Back to 1942         |                       | Feng Xiaogang           | Chine                    |
| Meilleure musique             | Max Richter             | If Only Everyone     |                       | Natalya Belyauskene     | Arménie                  |
| Meilleure photographie        | Adam Arkapaw            | Lore                 |                       | Cate Shortland          | Australie                |
| Prix spécial du jury          | Anaïs Barbeau-Lavalette | Inch'Allah           | Inch'Allah            | Anaïs Barbeau-Lavalette | France et Canada         |

Pour la remise des prix Tiantan 2013, le jury, présidé par le réalisateur russe Nikita Mikhalkov, a compté parmi ses membres, : 
- le directeur artistique du Festival international du film de Toronto Cameron Bailey ;
- le président de la Directors Guild of Great Britain Ivor Benjamin ;
- le producteur australien Geoff Brown ;
- le directeur photo chinois Gu Changwei ;
- le réalisateur sud-coréen Kang Je-gyu ;
- le réalisateur chinois Zhang Yibai.

## Quatrième édition (2014)
Étaient entre autres présents au BJIFF 2014 les acteurs Jean Reno et Seol Kyeong-gu ; les réalisateurs Alfonso Cuaron (Gravity), Oliver Stone, John Woo, Carlos Saldanha (sagas L'Âge de glace et Rio)
, Timur Bekmambetov, Rajkumar Hirani et Jim Sheridan ; le président de la Motion Picture Association of America (MPAA) Christopher Dodd ; les producteurs Peter Del Vecho (producteur  Walt Disney Animation Studios de la La Reine des neiges), Peter Ziering, Andrés Vicente Gómez ; le directeur d'exploitation de la Paramount Pictures Frederick Huntsberry ainsi que des représentants du British Film Institute (BFI).
Le réalisateur américain Oliver Stone a suscité l'embarras en reprochant au régime chinois de censurer les films qui critiqueraient le fondateur de la République populaire de Chine Mao Zedong et aborderaient sans complaisance la Révolution chinoise de 1911 et ses conséquences,. Depuis 2011, les autorités chinoises ont d'ailleurs censuré les films incluant des voyages de temps au prétexte que cela manque de sens et de sérieux.
837 films issus de 88 nations ou régions différentes furent sélectionnés dans la compétition. Le jury, présidé par le réalisateur et producteur chinois John Woo, a compté parmi ses membres,,,, :
- le producteur espagnol Andrés Vicente Gómez ;
- le réalisateur et producteur irlandais Jim Sheridan ;
- le réalisateur chinois Lu Chuan ;
- l'actrice et productrice italienne Maria Grazia Cucinotta.
- le réalisateur français Philippe Muyl

Les gagnants des prix Tiantan 2014 furent les suivants : 
| Catégorie                     | Gagnants                            | Titre anglais            | Titre français  | Réalisateur     | Pays            |
| ----------------------------- | ----------------------------------- | ------------------------ | --------------- | --------------- | --------------- |
| Meilleur film                 | Richie Mehta                        | Siddharth                | Siddharth       | Richie Mehta    | Chine Inde      |
| Meilleur réalisateur          | Wong Kar-wai                        | The Grandmaster          | Le Grand maître | Wong Kar-wai    | Chine Hong Kong |
| Meilleur acteur               | Guillaume Gouix                     | Attila Marcel            | Attila Marcel   | Sylvain Chomet  | France          |
| Meilleure actrice             | Zhang Ziyi                          | The Grandmaster          | Le Grand maître | Wong Kar-wai    | Chine Hong Kong |
| Meilleur scénario             | Zhou Zhiyong, Zhang Ji et Lin Aihua | American Dreams in China |                 | Peter Chan      | Chine           |
| Meilleur second rôle masculin | Alan Rickman                        | A Promise                | Une Promesse    | Patrice Leconte | France          |
| Meilleur second rôle féminin  | Lee Re                              | Hope                     | Wish            | Lee Joon-ik     | Corée du Sud    |
| Meilleurs effets spéciaux     |                                     | The Rocket               | The Rocket      | Kim Mordaunt    | Australie       |
| Meilleur musique              | Sylvain Chomet et Franck Monbaylet  | Attila Marcel            | Attila Marcel   | Sylvain Chomet  | France          |
| Meilleure photographie        | Philippe Le Sourd                   | The Grandmaster          | Le Grand maître | Wong Kar-wai    | Chine Hong Kong |

## Cinquième édition (2015)
Parmi les invités de la cinquième édition du festival ont été présents Arnold Schwarzenegger notamment pour la promotion de Terminator Genisys ou encore le réalisateur et producteur Darren Aronofsky.
Luc Besson présida le jury, de remise des prix Tiantan 2015. Parmi les autres membres figuraient,,, :
- le cinéaste sud-coréen Kim Ki-duk ;
- le réalisateur brésilien Fernando Meirelles ;
- le scénariste et producteur américain Robert Mark Kamen ;
- l'actrice chinoise Zhou Xun ;
- le réalisateur et scénariste hong-kongais Peter Chan ;
- le cinéaste russe Fiodor Bondartchouk.

Sur les 930 films issus de 90 pays différents, furent récompensés :
| Catégorie                     | Gagnants                                 | Titre anglais                                  | Titre français                      | Réalisateur         | Pays            |
| ----------------------------- | ---------------------------------------- | ---------------------------------------------- | ----------------------------------- | ------------------- | --------------- |
| Meilleur film                 | Bernardo Arellano                        | The Beginning of Time (El comienzo del tiempo) | Le commencement du temps            | Bernardo Arellano   | Mexique         |
| Meilleur réalisateur          | Jean-Jacques Annaud                      | Wolf Totem                                     | Le Dernier Loup                     | Jean-Jacques Annaud | France          |
| Meilleur acteur               | Artyom Tsypin                            | Belaya belaya noch                             |                                     | Ramil Salahutdinov  | Russie          |
| Meilleure actrice             | Yuliya Peresild                          | Battle for Sevastopol                          | Résistance                          | Sergey Mokritskiy   | Russie          |
| Meilleur scénario             | Tomas Stanek Ask                         | Deti / Children                                | Les Enfants                         | Jaroslav Vojtek     | Slovaquie       |
| Meilleur second rôle masculin | Tony Ka Fai Leung                        | The Taking of Tiger Mountain                   | La Bataille de la Montagne du Tigre | Tsui Hark           | Chine Hong Kong |
| Meilleur second rôle féminin  | Éva Bandor                               | Deti / Children                                | Les Enfants                         | Jaroslav Vojtek     | Slovaquie       |
| Meilleurs effets spéciaux     | Christian Rajaud et Jianquan Guo         | Wolf Totem                                     | Le Dernier Loup                     | Jean-Jacques Annaud | France          |
| Meilleur musique              | Florian Blauensteiner et Florian Horwath | Gruber geht                                    |                                     | Marie Kreutzer      | Autriche        |
| Meilleure photographie        |                                          | The Beginning of Time (El comienzo del tiempo) | Le commencement du temps            | Bernardo Arellano   | Mexique         |

## Sixième édition (2016)
On pouvait voir au BJIFF 2016 les acteurs Natalie Portman, et Christoph Waltz ou encore les réalisateurs et/ou producteurs Brett Ratner, Sam Raimi (trilogie Spider-Man), Yojiro Takita, Giuseppe Tornatore et Iain Smith.
Parmi les 433 films sélectionnés dans la compétition, le jury, présidé par le réalisateur et producteur américain Brett Ratner, comportait aussi les membres suivants , :
- le réalisateur hongkongais Teddy Chan ;
- le réalisateur allemand Florian Henckel von Donnersmarck ;
- le cinéaste roumain Corneliu Porumboiu ;
- le réalisateur japonais Yojiro Takita ;
- le réalisateur bosniaque Danis Tanović.

Les prix Tiantan furent distribués comme suit , : 
| Catégorie                     | Gagnants                   | Titre anglais             | Titre français            | Réalisateur          | Pays                |
| ----------------------------- | -------------------------- | ------------------------- | ------------------------- | -------------------- | ------------------- |
| Meilleur film                 | Santiago Mitre             | Paulina                   | Paulina                   | Santiago Mitre       | Argentine           |
| Meilleur réalisateur          | Christiana Rosendahl       | The Idealist              | Idealisten                | Christiana Rosendahl | Danemark            |
| Meilleur acteur               | Louis Hofmann              | Land of Mine              | Les Oubliés               | Martin Zandvliet     | Danemark, Allemagne |
| Meilleure actrice             | Dolores Funzi              | Paulina                   | Paulina                   | Santiago Mitre       | Argentine           |
| Meilleur scénario             | Santiago Mitre             | Paulina                   | Paulina                   | Santiago Mitre       | Argentine           |
| Meilleur second rôle masculin | Shih-Chieh King            | The Final Master (Shi Fu) | The Final Master (Shi Fu) | Xu Haofeng           | Chine               |
| Meilleur second rôle féminin  | Ketevan Tskhakaia          | Moira                     | Moira                     | Levan Tutberidze     | Géorgie             |
| Meilleurs effets spéciaux     | Wang Chengcheng            | Go Away Mr. Tumor         | Go Away Mr. Tumor         | Han Yan              | Chine               |
| Meilleur musique              | Under sandet (Sune Martin) | Land of Mine              | Les Oubliés               | Martin Zandvliet     | Danemark, Allemagne |
| Meilleure photographie        | Radu Jude                  | Aferim!                   | Aferim!                   | Radu Jude            | Roumanie            |

## Septième édition (2017)
Le jury, présidé par le réalisateur danois Bille August, comportait également les membres suivants , :
- le réalisateur hongkongais Mabel Cheung ;
- le producteur italien Paolo Del Brocco ;
- l'actrice chinoise Jiang Wenli ;
- le réalisateur roumain Radu Jude ;
- le réalisateur américain Rob Minkoff ;
- l'acteur français Jean Réno.

Le festival mis en compétition 424 films dont les deux tiers issus de pays étrangers. les prix Tiantan 2017 furent attribués comme suit , : 
| Catégorie                     | Gagnants                           | Titre anglais                    | Titre français    | Réalisateur                | Pays             |
| ----------------------------- | ---------------------------------- | -------------------------------- | ----------------- | -------------------------- | ---------------- |
| Meilleur film                 | Giorgi Barabadze                   | Luka                             |                   | Giorgi Barabadze           | Géorgie          |
| Meilleur réalisateur          | Rusudan Glurjidze                  | House of Others                  |                   | Rusudan Glurjidze          | Géorgie          |
| Meilleur acteur               | Fan Wei                            | Mr. No Problem                   |                   | Mei Feng                   | Chine            |
| Meilleure actrice             | Golab Adineh                       | Abji / The Sis                   |                   | Marjan Ashrafizadeh        | Iran             |
| Meilleur scénario             | Mei Feng et Huang Shi              | Mr. No Problem                   |                   | Mei Feng                   | Chine            |
| Meilleur second rôle masculin | Gabriel Arcand                     | A Kid                            | Le Fils de Jean   | Philippe Lioret            | Canada et France |
| Meilleur second rôle féminin  | Lia Kapanadze                      | Luka                             |                   | Giorgi Barabadze           | Géorgie          |
| Meilleurs effets spéciaux     | Raynor Pettge                      | The Death and Life of Otto Bloom |                   | Cris Jones                 | Australie        |
| Meilleur musique              | Matthieu Gonet et Sylvain Goldberg | The Poisoning Angel              | Fleur de tonnerre | Stéphanie Pillonca-Kervern | France           |
| Meilleure photographie        | Gorka Gomez Andreu                 | House of Others                  |                   | Rusudan Glurjidze          | Géorgie          |

## Huitième édition (2018)
La cérémonie du festival s'est ouverte et clôturée respectivement avec les films A ou B de Ren Pengyuan et Genghis Khan réalisé par Hasi Chaolu et produit par Jean-Jacques Annaud. 
Le festival mis en compétition 659 films issus de 71 pays différents. Les prix Tiantan 2018 furent décernés par un jury présidé par le réalisateur hongkongais Wong Kar-wai et composé des personnes suivantes  : 
- le réalisateur roumain Călin Peter Netzer ;
- le réalisateur suédois Ruben Östlund ;
- le réalisateur américain Rob Cohen
- l'acteur chinois Duan Yihong ;
- le compositeur polonais Jan A. P. Kaczmarek ;
- l'actrice taïwanaise Shu Qi.

| Catégorie                     | Gagnants | Titre anglais                | Titre chinois | Réalisateur       | Pays        |
| ----------------------------- | --- | ---------------------------- | ------------- | ----------------- | ----------- |
| Meilleur film                 | Ana Urushadze | Scary Mother                 | 惊慌妈妈      | Ana Urushadze     | Géorgie     |
| Meilleur réalisateur          | Mariam Khatchvani | Dede                         | 妈妈          | Mariam Khatchvani | Géorgie     |
| Meilleur acteur               | Joe Cole | Eye on Juliet                | 目视朱丽叶    | Kim Nguyen        | Canada      |
| Meilleure actrice             | Nata Murvanidze | Scary Mother                 | 惊慌妈妈      | Ana Urushadze     | Géorgie     |
| Meilleur scénario             | Amichai Greenberg | The Testament                | 谎言          | Amichai Greenberg | Israël      |
| Meilleur second rôle masculin | Paul Bettany | Journey's End / Men of Honor | 旅程尽头      | Saul Dibb         | Royaume-Uni |
| Meilleur second rôle féminin  | Mina Sadati | Searing Summer               | 灼热之夏      | Ebrahim Irajzad   | Iran        |
| Meilleurs effets spéciaux     | Lee In Ho, Kang Tae Gyun, Yee Kwok Leung, Lin Chun Yue (Jules), Ma Siu Fu, Thomas Lautenbach, Gareth Frederick Repton | Operation Red Sea            | 红海行动      | Dante Lam         | Chine       |
| Meilleure musique             | Hildur Guðnadóttir, Natalie Holt                                                                                      | Journey's End / Men of Honor | 旅程尽头      | Saul Dibb         | Royaume-Uni |
| Meilleure photographie        | Konstantin Esadze | Dede                         | 妈妈          | Mariam Khatchvani | Géorgie     |

## Neuvième édition (2019)
Le jury, présidé par le réalisateur américain du Roi Lion Rob Minkoff, a compté aussi parmi ses membres, :
- le réalisateur chilien Silvio Gayoqi ;
- le réalisateur chinois Cao Baoping ;
- le réalisateur russe Sergei Dvortskoy ;
- l'actrice chinoise Carina Lau ;
- le réalisateur iranien Majid Majidi ;
- le réalisateur britannique Simon West.

775 films de 85 pays furent mis en compétition. Le jury désigna les gagnants des prix Tiantan 2019 comme suit, :
| Catégorie                     | Gagnants           | Titre anglais        | Titre français    | Réalisateur           | Pays                   |
| ----------------------------- | ------------------ | -------------------- | ----------------- | --------------------- | ---------------------- |
| Meilleur film                 | Bille August       | A Fortunate Man      | Un homme chanceux | Bille August          | Danemark               |
| Meilleur réalisateur          | László Nemes       | Sunset               |                   | László Nemes          | Hongrie                |
| Meilleur acteur               | Aris Servetalis    | The Waiter           |                   | Steve Krikris         | Grèce                  |
| Meilleure actrice             | Forough Ghajabagli | Tehran: City of Love |                   | Ali Jaberansari       | Iran, Canada           |
| Meilleur scénario             | Chen Jianbin       | Ru Shi Ni Wen        |                   | Chen Jianbin          | Chine                  |
| Meilleur second rôle masculin | John Henshaw       | The Keeper           |                   | Marcus H. Rosenmüller | Royaume-Uni, Allemagne |
| Meilleur second rôle féminin  | Leah Dou           | Ru Shi Ni Wen        |                   | Chen Jianbin          | Chine                  |
| Meilleurs effets spéciaux     | Dexter Studios     | The Wandering Earth  |                   | Frant Gwo             | Chine                  |
| Meilleure musique             | Coti K.            | The Waiter           |                   | Steve Krikris         | Grèce                  |
| Meilleure photographie        | Nikhil S. Praveen  | Bhayanakam           |                   | Nikhil S. Praveen     | Inde                   |

## Dixième édition (2020)
En raison de la pandémie de Covid-19, la dixième édition du festival a été reportée à une date indéterminée. Le festival s'est finalement tenu entre le 22 et le 29 août 2020.

## Onzième édition (2021)
À la suite d'une date tentative en août 2021, le festival est reporté dû à la résurgence de la pandémie de Covid-19 en Chine. Il s'est finalement tenu entre le 21 et le 29 septembre 2021. 
L'actrice Gong Li est nommée présidente du jury,,.
Le jury est composé de:
- Chen Kun
- Leste Chen
- Renny Harlin
- Nadine Labaki
- Wuershan
- Zhang Songwen

| Catégorie                     | Gagnants                                       | Titre anglais       | Titre français | Réalisateur     | Pays     |
| ----------------------------- | ---------------------------------------------- | ------------------- | -------------- | --------------- | -------- |
| Meilleur film                 | Beyond the Skies                               | Beyond the Skies    |                | Liu Zhihai      | Chine    |
| Meilleur réalisateur          | Andrey Zaytsev                                 | A Siege Diary       |                | Andrey Zaytsev  | Russie   |
| Meilleur acteur               | (décerné au groupe d'acteurs du film)          | Beyond the Skies    |                | Liu Zhihai      | Chine    |
| Meilleure actrice             | Noée Abita                                     | Slalom              | Slalom         | Charlène Favier | France   |
| Meilleur scénario             | Christian Torpe                                | The Pact            |                | Bille August    | Danemark |
| Meilleur second rôle masculin | Shahab Hosseini                                | Any Day Now         |                | Hamy Ramezan    | Finlande |
| Meilleur second rôle féminin  | Nana Skaarup Voss                              | The Pact            |                | Bille August    | Danemark |
| Meilleurs effets spéciaux     | Yanlai Ding, Eric Xu, Ahdee Chui, Samir Ansari | The Wandering Earth |                | Frant Gwo       | Chine    |
| Meilleure musique             | Tuomas Nikkinen                                | Any Day Now         |                | Hamy Ramezan    | Finlande |
| Meilleure photographie        | Mi Xinjun                                      | Beyond the Skies    |                | Liu Zhihai      | Chine    |

## Douzième édition (2022)
Le jury est composé de: 
- Li Xuejian, président du jury
- Frant Gwo
- Malcolm Clarke
- Lucrecia Martel
- Michelangelo Frammartino
- Qin Hailu
- Wu Jing

## Treizième édition (2023)
Le jury est composé de:
- Zhang Yimou, président du jury
- Fernando E. Juan Lima
- Stanley Kwan
- Nadav Lapid
- Pimpaka Towira
- Zhang Songwen
- Zhou Dongyu

## Quatorzième édition (2024)
Le jury est composé de:
- Emir Kusturica, président du jury
- David White
- Kris Phillips
- Jessica Hausner
- Carlos Saldanha
- Ma Li
- Zhu Yilong

## Quinzième édition (2025)
Le 15e festival se déroule du 18 avril au 26 avril 2025. 
Le jury pour le prix Tiantan est composé de : 
- Jiang Wen (président du jury) : acteur, réalisateur et scénariste  Chine
- Joan Chen : actrice, réalisatrice et scénariste  Chine  États-Unis
- David Yates : réalisateur et scénariste  Royaume-Uni
- Ni Ni : actrice  Chine
- Vincent Perez : acteur et réalisateur  Suisse
- Timmy Yip : chef décorateur et costumier  Chine
- Teemu Nikki : réalisateur  Finlande